# Gloria Zea
Gloria Zea Soto (Bogotá, 3 de diciembre de 1935-Ib., 11 de marzo de 2019) fue una filósofa, gestora cultural, coleccionista de arte y mecenas colombiana.
Fue la directora del Museo de Arte Moderno de Bogotá durante cuarenta y seis años (1969-2016).

## Biografía
Hija extramatrimonial del líder político liberal Germán Zea Hernández y nieta del médico y científico Luis Zea Uribe. Fue bachiller del Gimnasio Femenino y profesional en Filosofía y Letras de la Universidad de los Andes.
Dentro de sus logros como gestora cultural se cuentan la ampliación y consecución de los terrenos actuales del Museo de Arte Moderno y la construcción del edificio actual del museo diseñado por Rogelio Salmona, así como la restauración del Teatro Colón, el Camarín del Carmen, el Museo Nacional, el Museo de Arte Colonial de Bogotá y la Biblioteca Nacional.   
En los años 70 fue la directora de Colcultura ocho años. Desde allá publicó 1000 libros, entre estos Biblioteca Básica Colombiana, Biblioteca Popular de Colcultura y el Manual de Historia Colombiana. También inició el programa de recuperación del patrimonio cultural. Restauró varias iglesias en Bogotá y Tunja, y gestionó uno de los descubrimientos arqueológicos más relevantes de la historia de Colombia; el Instituto Colombiano de Antropología, dependencia de Colcultura, investigaba los sitios arqueológicos sobre el río Buritaca en la Sierra Nevada de Santa Marta. Entre 1969 y 2016 fue la directora del Museo de Arte Moderno de Bogotá. Tras su renuncia, dejó en el cargo a la escultora Claudia Hakim, hasta entonces directora de la galería NC-arte. También fue directora de la Escuela Distrital de Artes durante más de veintiocho años. En 1976 fue nombrada directora de la Ópera de Colombia y desde 1988 directora del Camarín del Carmen. Además fue directora de Colcultura durante ocho años, poco antes de que la entidad se trasformara en el Ministerio de Cultura y fue Decana de la Facultad de Artes de la Universidad de los Andes.
Falleció el 11 de marzo de 2019 en la Fundación Cardio infantil de Bogotá a la edad de 83 años.

## Vida personal
Fue la primera esposa del pintor Fernando Botero entre 1955 y 1960, con quien tuvo tres hijos: Fernando Botero Zea, político liberal y exministro de Defensa, el escritor Juan Carlos Botero Zea y la presentadora de televisión Lina Botero Zea.